# Filippo Inzaghi
Filippo "Pippo" Inzaghi (Piacenza, 1973. augusztus 9. –) olasz labdarúgó, edző. A 2006-os világbajnokságon aranyérmet nyert hazája válogatottjával, ezenfelül kétszeres BL-győztes.

## Pályafutása

### A kezdetek
Első komoly klubja a másodosztályú Piacenza volt. Itt 1992-ben, 17 éves korában mutatkozhatott be a nagyok között, de a szezon alatt csak 2 alkalommal léphetett pályára, kölcsönadták a 3. ligás Leffének. Itt 13 gólt lőtt. Szerencséjére edzőjét hívta a 2. ligás Verona, így az ifjú tehetség is követte Mutti mestert. Első 8 meccsén 6 gólt lőtt, majd 13 találattal zárta az idényt. Erre már a nevelőegyesülete is felfigyelt és visszavásárolta. A Piacenza csapatában is folytatta a gólgyártást és 15 alkalommal mattolta az ellenfelek védelmét. A jó idény után nem is maradt a klubnál.

### Parma és Atalanta
Az akkoriban fénykorát élő Parma együtteséhez igazolt. Itt indult el Inzaghi Serie A-s karrierje, bár a kezdet nem sikerült fényesre. Nem sikerült kiharcolnia a kezdőcsapatba kerülést, mert posztján olyan vetélytársak voltak, mint Asprilla, Zola és Stoicskov. Ráadásul az idény során még el is törte a lábát. Ennek ellenére így is szerzett két gólt, a Piacenza és a Bari ellen. A következő évben az Atalantába került. A kék-feketéknél, első évében 24 találatával gólkirály lett.

### Juventus
Ezek után a Juventus csábította el. Első szezonjában a olasz bajnok, a góllövőlistán 7. lett. A következő két évben is 10 gól felett teljesített a klubcsapatában. A jó teljesítmény és a sikerek ellenére a Juventusban ingataggá vált a helyzete, mert összekülönbözött Del Pieróval, másrészt 2001-re Trezeguet kiszorította őt a csapatból.

### Milan
Így került jelenlegi klubjához az AC Milanhoz. Itt aztán ismét magára talált. Remekül érezte Ancelotti mester főleg védekezésre és váratlan ellentámadásokra épülő játékát. Két év alatt átlagban minden második bajnokiján gólt szerzett. A Bajnokok Ligájában 12 találatot ért el. Az elkövetkezendő két évben összesen 25 bajnoki meccsen tudott pályára lépni és 3 gólt szerzett. Amikor az egyik sérülésből felépült, máris jött az újabb. Ennek ellenére a klub és a szurkolók kitartottak mellette. Népszerűsége nemhogy csökkent volna, hanem kitartása és elszántsága miatt, még nőtt is. A 2005/2006-os idény előtt úgy nézett ki, hogy Inzaghi végre teljesen egészséges, de újra megsérült, és ismét hónapok teltek el, mire újra épnek lehetett tekinteni a zseniális, ám rendkívül sérülékeny támadót. Fontosságát azonban mi sem jelzi jobban, minthogy gyakori és sok sérülése ellenére a klubhoz igazolása óta olyan támadók "hullottak ki" mellőle, mint Jon Dahl Tomasson, Andrij Sevcsenko, Rivaldo, Hernán Crespo vagy épp Alberto Gilardino, míg Pippo újra meg újra megújulni kész formájával ugyanazon stílusban, ám talán még hatékonyabban használja ki gólszerzési lehetőségeit. Ancelotti mester ebben bízva, Berlusconi klubelnök akaratával dacolva a 2006/07-es Bajnokok Ligája döntőjében is SuperPipponak szavazott bizalmat, és a lesipuskás csatár két góljával meg is nyerte a finálét a Milan.
A 2007 decemberében játszott klubvilágbajnokságon szintén kettőt lőtt a döntőben, majd újra megsérült, ám a szezon végén visszatérve 7 mérkőzésen 10 gólt szerezve igazán nem rajta múlt, hogy a Milan nem érte el a Bajnokok Ligája-indulást jelentő negyedik helyet a bajnokságban.
A veterán csatárt még minimum egy évre szerződés köti a piros-fekete klubhoz, amit nem kétséges, hogy ki fog tölteni, de látva kivételes gólérzékenységét és játékstílusát, még az sem zárható ki, hogy a rutinos játékosokat általában nagy becsben tartó AC Milan újabb egy évvel meghosszabbítja a "lesen született" csatár kontraktusát. 2012-ben azonban bejelentette, hogy a szezon végén visszavonul.
 Utolsó mérkőzését a szezon utolsó fordulójában játszotta, ahol a már kiesett Novara Calcio ellen játszotta, ahol csereként beállva a 82. percben győztes gólt szerzett (2-1).
A 2012–2013-as idényben kezdte edzői pályafutását a Milan U17-es csapatánál, jelenleg pedig az U19-es együttes élén tevékenykedik.

### A válogatottban
Azon a nyáron mikor még a Parmaba igazolt, játszott az olasz utánpótlás válogatottban is, és Európa-bajnok lett. Itt kötött Vierivel örök barátságot.
A válogatottban 1997-ben a brazilok ellen mutatkozott be. Nyáron ott volt a 98-as vb-n is, ahol alulmaradtak a későbbi győztes franciákkal szemben.
Ott volt a 2000-es Eb-n is, ahol ezüstérmesek lettek.
A 2002-es vb-selejtező 6 meccsén 7 gólt szerzett.
A 2004-es Európa-bajnokság selejtezőin, a szerbek elleni idegenbeli meccsen fontos gólt szerzett.
Valamint a 2006-os világbajnokságon is pályára lépett, a csehek elleni csoportmeccsen csereként beállva körülbelül fél órát töltött a pályán, de ez is elég volt neki, hogy mattolja az ellenfél védelmét. Ezzel a góllal elmondhatja, hogy a világon minden említésre méltó versenysorozaton ért el gólt, amin pályára lépett.

## Sikerei, díjai

### Játékosként
Piacenza
- Serie B – bajnok: 1994–95

Juventus
- Serie A – bajnok: 1997–98
- Olasz szuperkupa – győztes: 1997
- Intertotó-kupa – győztes: 1999

Milan
- Serie A – bajnok: 2003–04, 2010–11
- Olasz kupagyőztes: 2002–03
- Bajnokok Ligája: 2003, 2007
- UEFA-szuperkupa: 2003, 2007
- FIFA-klubvilágbajnokság: 2007

### Válogatott
Olaszország (Utánpótlás)
- U21-es Európa-bajnok: 1994

Olaszország (Felnőtt)
- Világbajnok: 2006

### Egyéni
- Serie A év fiatal játékosa: 1997
- Serie A – gólkirály (Atalanta BC): 1996–97
- 2007-es UEFA-bajnokok ligája-döntő: A mérkőzés embere cím
- Minden idők legjobb Olasz góllövője az UEFA klubverseny-rekordja alatt
- Minden idők legjobb Milan góllövője Európában
- AC Milan – gólkirálya: 2002–03
- AC Milan: Hall of Fame

### Edzőként
Venezia
- Serie C (Lega Pro) – B csoport bajnoka: 2016–17
- Olasz labdarúgókupa (Lega Pro) – győztes: 2016–17

Benevento
- Serie B – bajnok: 2019–20

## Játékos statisztikái

### Klub
| Klub          | Szezon       | Liga            | Liga  | Nemzeti kupa    | Nemzeti kupa | Európai         | Európai | Egyéb           | Egyéb | Összes          | Összes |
| Klub          | Szezon       | Pályára lépések | Gólok | Pályára lépések | Gólok        | Pályára lépések | Gólok   | Pályára lépések | Gólok | Pályára lépések | Gólok  |
| ------------- | ------------ | --------------- | ----- | --------------- | ------------ | --------------- | ------- | --------------- | ----- | --------------- | ------ |
| Piacenza      | 1991–92      | 2               | 0     | 1               | 0            | –               | –       | –               | –     | 3               | 0      |
| AlbinoLeffe   | 1992–93      | 21              | 13    | 0               | 0            | –               | –       | –               | –     | 21              | 13     |
| Hellas Verona | 1993–94      | 36              | 13    | 1               | 1            | –               | –       | –               | –     | 37              | 14     |
| Piacenza      | 1994–95      | 37              | 15    | 4               | 2            | –               | –       | –               | –     | 41              | 17     |
| Parma         | 1995–96      | 15              | 2     | 1               | 0            | 6               | 2       | –               | –     | 22              | 4      |
| Atalanta      | 1996–97      | 33              | 24    | 1               | 1            | –               | –       | –               | –     | 34              | 25     |
| Juventus      | 1997–98      | 31              | 18    | 4               | 1            | 10              | 6       | 1               | 2     | 46              | 27     |
| Juventus      | 1998–99      | 28              | 13    | 1               | 0            | 10              | 6       | 3               | 1     | 42              | 20     |
| Juventus      | 1999–2000    | 33              | 15    | 2               | 1            | 8               | 10      | –               | –     | 43              | 26     |
| Juventus      | 2000–01      | 28              | 11    | 0               | 0            | 6               | 5       | –               | –     | 34              | 16     |
| Juventus      | Összesen     | 120             | 57    | 7               | 2            | 34              | 27      | 4               | 3     | 165             | 89     |
| Milan         | 2001–02      | 20              | 10    | 1               | 2            | 7               | 4       | –               | –     | 28              | 16     |
| Milan         | 2002–03      | 30              | 17    | 3               | 1            | 16              | 12      | –               | –     | 49              | 30     |
| Milan         | 2003–04      | 14              | 3     | 3               | 2            | 9               | 2       | 2               | 0     | 28              | 7      |
| Milan         | 2004–05      | 11              | 0     | 2               | 0            | 2               | 1       | –               | –     | 15              | 1      |
| Milan         | 2005–06      | 23              | 12    | 2               | 1            | 6               | 4       | –               | –     | 31              | 17     |
| Milan         | 2006–07      | 20              | 2     | 5               | 3            | 12              | 6       | –               | –     | 37              | 11     |
| Milan         | 2007–08      | 21              | 11    | 0               | 0            | 6               | 5       | 2               | 2     | 29              | 18     |
| Milan         | 2008–09      | 26              | 13    | 0               | 0            | 6               | 3       | –               | –     | 32              | 16     |
| Milan         | 2009–10      | 24              | 2     | 2               | 1            | 7               | 2       | –               | –     | 33              | 5      |
| Milan         | 2010–11      | 6               | 2     | 0               | 0            | 3               | 2       | –               | –     | 9               | 4      |
| Milan         | 2011–12      | 7               | 1     | 2               | 0            | 0               | 0       | –               | –     | 9               | 1      |
| Milan         | összesen     | 202             | 73    | 20              | 10           | 74              | 41      | 4               | 2     | 300             | 126    |
| Career total  | Career total | 466             | 197   | 35              | 16           | 114             | 70      | 8               | 5     | 623             | 288    |

1. ↑  Magában foglalja a Kupagyőztesek Európa-kupáján, a Bajnokok ligájában, az Európa-ligájában, az UEFA-szuperkupán és az Intertotó-kupán való pályára lépéseit is.
2. ↑  Magában foglalja az Olasz szuperkupán, az Interkontinentális kupán és FIFA-klubvilágbajnokságon való pályára lépéseit is.

### A válogatottban
| Olaszország | Olaszország     | Olaszország |
| Év          | Pályára lépések | Gólok       |
| ----------- | --------------- | ----------- |
| 1997        | 3               | 0           |
| 1998        | 6               | 3           |
| 1999        | 8               | 3           |
| 2000        | 11              | 5           |
| 2001        | 8               | 4           |
| 2002        | 8               | 0           |
| 2003        | 4               | 6           |
| 2004        | 0               | 0           |
| 2005        | 0               | 0           |
| 2006        | 5               | 2           |
| 2007        | 4               | 2           |
| összesen    | 57              | 25          |

### Góljai a válogatottban
| #          | Dátum                  | Helyszín                     | Ellenfél              | Gól | Végeredmény | Verseny                            |
| ---------- | ---------------------- | ---------------------------- | --------------------- | --- | ----------- | ---------------------------------- |
| 1, 2       | 1998. október 18.      | Salerno Olaszország          | Spanyolország         | 2–2 | döntetlen   | Barátságos mérkőzés                |
| 3          | 1998. december 16.     | Róma Olaszország             | Világsztárok          | 6–2 | Győzelem    | Barátságos mérkőzés                |
| 4          | 1999. március 27.      | Koppenhága, Dánia            | Dánia                 | 2–1 | Győzelem    | 2000-es Európa-bajnokság-selejtező |
| 5          | 1999. március 31.      | Ancona, Olaszország          | Fehéroroszország      | 1–1 | döntetlen   | 2000-es Európa-bajnokság-selejtező |
| 6          | 1999. június 5.        | Bologna Olaszország          | Wales                 | 4–0 | Győzelem    | 2000-es Európa-bajnokság-selejtező |
| 7          | 2000. június 11.       | Arnhem Hollandia             | Törökország           | 2–1 | Győzelem    | 2000-es Európa-bajnokság           |
| 8          | 2000. június 24.       | Brüsszel, Belgium            | Románia               | 2–0 | Győzelem    | 2000-es Európa-bajnokság           |
| 9, 10      | 2000. szeptember 3.    | Budapest, Magyarország       | Magyarország          | 2–2 | döntetlen   | 2002-es világbajnokság-selejtező   |
| 11         | 2000. október 7.       | Milánó, Olaszország          | Románia               | 3–0 | Győzelem    | 2002-es világbajnokság-selejtező   |
| 12, 13     | 2001. március 24.      | Bukarest, Románia            | Románia               | 2–0 | Győzelem    | 2002-es világbajnokság-selejtező   |
| 14, 15     | 28 March 2001. március | Trieszt Olaszország          | Litvánia              | 4–0 | Győzelem    | 2002-es világbajnokság-selejtező   |
| 16, 17, 18 | 2003. szeptember 6.    | Milánó Olaszország           | Wales                 | 4–0 | Győzelem    | 2004-es Európa-bajnokság-selejtező |
| 19         | 2003. szeptember 10.   | Belgrád, Szerbia             | Szerbia és Montenegró | 1–1 | Győzelem    | 2004-es Európa-bajnokság-selejtező |
| 20, 21     | 11 October 2003        | Reggio Calabria, Olaszország | Azerbajdzsán          | 4–0 | Győzelem    | 2004-es Európa-bajnokság-selejtező |
| 22         | 2006. június 22.       | Hamburg, Németország         | Csehország            | 2–0 | Győzelem    | 2006-os világbajnokság             |
| 23         | 2006. szeptember 2.    | Nápoly, Olaszország          | Litvánia              | 1–1 | döntetlen   | 2008-as Európa-bajnokság-selejtező |
| 24, 25     | 2007. június 2.        | Tórshavn, Feröer             | Feröer                | 2–1 | Győzelem    | 2008-as Európa-bajnokság-selejtező |

## Edzői statisztikái
Legutóbb frissítve:2022. március 23-án.
| Csapat    | Nemzet   | –tól             | –ig               | Mérleg | Mérleg | Mérleg | Mérleg     | Mérleg | Mérleg | Mérleg | Mérleg |
| M         | GY       | D                | V                 | RG     | KG     | GK     | Győzelem % |        |        |        |        |
| --------- | -------- | ---------------- | ----------------- | ------ | ------ | ------ | ---------- | ------ | ------ | ------ | ------ |
| Milan     | olasz    | 2014. június 9.  | 2015. június 4.   | 40     | 14     | 13     | 13         | 58     | 52     | +6     | 35     |
| Venezia   | olasz    | 2016. június 7.  | 2018. június 13.  | 95     | 47     | 31     | 17         | 138    | 88     | +50    | 49.47  |
| Bologna   | olasz    | 2018. június 13. | 2019. január 28.  | 24     | 4      | 8      | 12         | 21     | 36     | −15    | 16.67  |
| Benevento | olasz    | 2019. június 22. | 2021. május 24.   | 78     | 33     | 20     | 25         | 112    | 110    | +2     | 42.31  |
| Brescia   | olasz    | 2021. június 9.  | 2022. március 23. | 32     | 14     | 13     | 5          | 50     | 34     | +16    | 43.75  |
| összesen  | összesen | összesen         | összesen          | 269    | 112    | 85     | 72         | 379    | 320    | +59    | 41.64  |